# Thierry Meyssan
Thierry Meyssan, né le 18 mai 1957 à Talence (Gironde), est un écrivain français, président-fondateur du Réseau Voltaire. Il s'est fait connaître dans les années 2000 comme l'un des principaux diffuseurs des théories du complot sur les attentats du 11 septembre 2001. Il est aujourd'hui installé au Moyen-Orient, où il est proche du Hezbollah ainsi que des gouvernements iranien et syrien.

## Biographie
Thierry Meyssan est le petit-fils du colonel Pierre Gaïsset, observateur militaire de l'ONU et président de la Commission d'armistice Israël-Liban. Il est le fils de Michel Meyssan, ancien conseiller municipal de Bordeaux et proche de Jacques Chaban-Delmas.
Élevé dans le milieu de la bourgeoisie bordelaise catholique (sa mère dirigeait les œuvres interdiocésaines de la région Aquitaine), il milite dans sa jeunesse au sein du Renouveau charismatique dans un groupe de prière animé par Daniel-Ange et manifeste un vif intérêt pour les questions religieuses au point de suivre des études de théologie au séminaire d'Orléans. Une photo publiée en 1986 dans le magazine catholique La Vie, le montre au milieu d'une foule de fidèles charismatiques rassemblés devant le balcon du pape Paul VI à la Pentecôte 1975.
Dans les années 1980, il s'affirme homosexuel et libre-penseur, tournant le dos à son éducation catholique. Il se sépare de son épouse, avec laquelle il s'était marié en 1976. La nullité de ce mariage religieux est reconnue par le Vatican en 1990, au terme d'une longue enquête,,. En octobre 1995, il affirme au cours d'une émission télévisée de Christophe Dechavanne, où est présent Daniel-Ange, avoir entretenu avec ce dernier une relation homosexuelle. Daniel-Ange attaque en diffamation Thierry Meyssan, qui est condamné en première instance, mais gagne le procès en appel.
Il est le père de Raphaël Meyssan, illustrateur, auteur d'un roman graphique en trois tomes, Les Damnés de la Commune. Il diffuse les mêmes convictions politiques que son père.
En 2012, Thierry Meyssan s'exile en Syrie.

## Engagement associatif et politique

### 1989-2002: Projet Ornicar et lutte contre l'extrême-droite
En 1989, Thierry Meyssan crée le projet Ornicar, destiné à « lutter contre les discriminations fondées sur la sexualité ». Cette association participe à la rédaction du rapport Roth au Parlement européen, négocie avec des organisations intergouvernementales le statut des fonctionnaires internationaux gays et lesbiennes, et fait inscrire la dépénalisation de l'homosexualité au sommet de l’Organisation pour la sécurité et la coopération en Europe (OSCE).
Thierry Meyssan devient rédacteur en chef du mensuel d’information internationale Maintenant en 1994. En mars 1994, il fonde le Réseau Voltaire, dont l'objectif déclaré est la « défense de la liberté d'expression et de la laïcité ». Cette association publie des enquêtes remarquées sur l'extrême droite, (en particulier sur le service d'ordre du Front national, qui mène à une enquête parlementaire).
À partir de 1994, il est également secrétaire national du Parti radical de gauche (PRG),,. De 1996 à 1999, il est coordinateur suppléant du Comité national de vigilance contre l'extrême droite, créé à l'initiative du PRG, qui rassemble chaque semaine les 45 principaux partis politiques, syndicats et associations de gauche pour élaborer une réponse commune face à la montée de l'intolérance.
Selon Gilles Alfonsi, militant du Parti communiste français et membre du Réseau Voltaire à cette époque, Thierry Meyssan était alors « franc-maçon, membre du Grand Orient de France », d'où il tirait une partie de sa légitimité. En 1996, le Réseau Voltaire lui-même est décrit par Le Monde comme « un collectif de la mouvance franc-maçonne, qui "défend les libertés collectives et individuelles" ».
Selon Alfonsi, le Réseau à l'époque « était approvisionné en informations par ses enquêtes propres et par des contacts – dont le président avait le monopole – au sein des ministères et des services de renseignement. » Meyssan était notamment en lien avec les Renseignements généraux, dont le directeur Yves Bertrand déclare dans ses carnets s'être « appuyé sur Thierry Meyssan et son réseau Voltaire pour faire passer quelques torpilles. »

### 2002:L'Effroyable Imposture
En mars 2002, quelques mois après les attentats du 11 septembre 2001, Thierry Meyssan publie le livre L'Effroyable Imposture, dans lequel il attribue leur responsabilité à « une faction du complexe militaro-industriel » des États-Unis. La publication du livre suscite un tollé dans la presse : dans un article du 20 mars 2002, le journal Libération qualifie Thierry Meyssan de négationniste ; le 5 avril 2002, dans un article intitulé Délires en ligne, le journal Impact Médecine le qualifie de révisionniste.
Dans leur enquête consacrée aux coulisses de l'ouvrage, Guillaume Dasquié et Jean Guisnel identifient une source importante de Thierry Meyssan en la personne d'Hubert Marty-Vrayance, membre des RG. Celui-ci, longtemps proche d'Yves Bertrand, est décrit par plusieurs sources comme « sulfureux », « intenable », voire une « brebis galeuse » des services, et mis à l'écart en avril 2002,,. Yves Bertrand lui-même le qualifie de « maniaque de la conspiration ».
Chroniqué dans la presse étrangère et épuisé en France dès sa première semaine de publication, L'Effroyable Imposture touche un plus large public à partir de l'invitation de Thierry Meyssan à l'émission Tout le monde en parle de Thierry Ardisson. En avril 2002, le Conseil supérieur de l'audiovisuel (CSA) écrit à France Télévisions pour reprocher l'absence de recul critique des présentateurs lors du passage de Thierry Meyssan dans l'émission. Copie de cette lettre est adressée à tous les médias audiovisuels sous convention. Depuis lors, Meyssan n'est plus invité sur les chaînes françaises.
Thierry Meyssan mène campagne pour que l'Assemblée générale de l'ONU ouvre une enquête internationale sur les attentats, sans y parvenir. L'entreprise reçoit peu de soutien, en dehors de celui de la Ligue arabe et du Conseil de coopération du Golfe,.
En juin 2002, Thierry Meyssan est déclaré persona non grata sur le territoire des États-Unis par le ministère de la Défense américain. Selon une statistique du ministère de la Sécurité intérieure, datée de 2005, plus de 3 000 ouvrages ont été publiés dans le monde pour ou contre les assertions de Meyssan,.

### Engagement «anti-impérialiste»
Selon Christophe Bourseiller, à partir de la guerre du Kosovo en 1999 « le Réseau Voltaire se transforme aussitôt en un outil de propagande anti-OTAN. Il édite ainsi un journal électronique quotidien qui diffuse les informations venues du côté serbe. Dès lors, l’antiaméricanisme l’emporte sur l’antifascisme.»[source insuffisante]. En novembre 2005, Thierry Meyssan préside le colloque Axis for Peace, se présentant comme une réunion de diplomates, politiques, journalistes, venus débattre de la situation internationale et appeler à une mobilisation populaire internationale « en faveur du droit international et de la paix dans le monde » contre le courant néo-conservateur et l'impérialisme américain. La réunion rassemble environ 150 personnes venant de 37 pays.
Durant la guerre de l'été 2006, Thierry Meyssan se rend au Liban avec un groupe international comprenant Dieudonné et Alain Soral. Le transit via la Syrie est organisé par Frédéric Chatillon, ex-responsable du GUD.
Se présentant comme un radical, il déclare être prêt « à travailler avec tout le monde, à l’exception de ceux qui ont participé activement aux agressions impérialistes » et s'inspirer de Jean Moulin, qui « accepta de travailler avec tous ceux qui voulaient défendre la liberté, de l’extrême gauche à l’extrême droite ». Il déclare se sentir proche du Hezbollah en tant que principal réseau de résistance au Proche-Orient et éprouver beaucoup d’admiration pour son secrétaire général Hassan Nasrallah. Il met également en avant sa « contribution personnelle » à la révolution iranienne et ses « amitiés vénézuéliennes ».[source secondaire nécessaire]
Au cours de l'année 2007, Thierry Meyssan s'exprime sur les chaînes de télévision de nombreux pays : Al Dounia TV (Syrie), Al-Alam (Iran), Al Jazeera (Qatar), Al-Manar (Liban), Dubai TV (Émirats), GTRK (Kazakhstan), IRIB (Iran), KTR (Kirghizistan), New TV (Liban), NBN (Liban), PMR (Transnistrie), Russia Today (Russie), Sahar (Iran), SSC (Syrie), Telesur (Amérique latine), TSV (Transnistrie), Venezolana de Televisión (Venezuela). Certaines jouent le rôle d'officines de propagande officielle.
En mai 2007, il publie une étude sur « l'offensive israélienne contre le Liban, en juillet 2006, et le remodelage du Grand Moyen-Orient », sous le titre L'Effroyable Imposture 2. L'ouvrage est d'abord diffusé en version arabe au Liban et en Syrie. En France, le livre est édité par une société spécialement créée par le groupe Alphée de Jean-Paul Bertrand et diffusé par la Sodis d'Antoine Gallimard.
Thierry Meyssan décide de vivre au Liban en août 2008.
Le 12 septembre 2008, il participe à une soirée spéciale consacrée aux attentats du 11 septembre par la chaîne russe ORT, pour un débat suivant la diffusion du film Zéro enquête sur le 11 septembre de l'eurodéputé italien Giulietto Chiesa. A cette occasion, la première chaîne de télévision russe le présente comme « le principal dissident occidental » et insiste sur son exil.
Par la suite, Thierry Meyssan travaille pour le magazine russe Profil et collabore à la chaîne de télévision libanaise al-Manar (chaîne du Hezbollah) et à des chaînes de radio et de télévision iraniennes,.
Le 23 mars 2009, Dieudonné annonce au journal Le Monde que Thierry Meyssan sera probablement son colistier pour les élections européennes. Meyssan n'a jamais répondu publiquement à cet appel. Il n'est, en fin de compte, pas présent sur la liste ; au demeurant, il ne réunissait pas les conditions d'éligibilité du fait de sa domiciliation hors de l'Union européenne,.
En 2010, Thierry Meyssan signe la pétition de Paul-Éric Blanrue pour l'abrogation de la loi Gayssot.

### Conflits libyen et syrien de 2011
Lors de l'Intervention militaire de 2011 en Libye, Thierry Meyssan prend le parti du colonel Kadhafi et se rend à Tripoli pour soutenir le régime de ce dernier ; il écrit à l'époque ne pas croire « que Tripoli puisse tomber » ni « que le colonel Kadhafi soit menacé », tout en accusant les journalistes occidentaux d'espionnage. Fin août, il doit fuir la Libye à la chute de Kadhafi.
Thierry Meyssan défend également le gouvernement syrien pendant la guerre civile syrienne. Il déclare notamment :

« Si ces observateurs [les observateurs de la Ligue arabe] font leur travail normalement, ils vont constater ce que le gouvernement syrien dit depuis longtemps et ce que toutes les personnes neutres qui se sont rendues sur place ont pu constater, qu'il y a un système de déstabilisation du pays avec des bandes armées qui viennent de l’extérieur, une guerre non conventionnelle qui est déjà effective, menée par des puissances occidentales dans ce pays, et qu'il n'y a pas du tout de soulèvement de masse et de répression. »

Ainsi Thierry Meyssan qualifie de « Contras » les opposants au président Bachar el-Assad, en référence aux « contre-révolutionnaires » du Nicaragua, financés par la CIA, dans les années 1980.
Thierry Meyssan joue son propre personnage dans un film de Mohammedreza Eslamloo, La Boîte noire du 11 septembre. Le film tourné en anglais est présenté en version persane en Iran au 29e Festival du film de Fajr (février 2011). Ce long métrage est un des cinq films représentant l'Iran au Marché du film organisé en marge du 64e Festival de Cannes (mai 2011),.
En 2012, il s'installe à Damas, au prétexte de devoir s'exiler pour fuir de prétendues « tentatives d’assassinat du gouvernement français ».
En 2013, Le Point souligne les liens étroits de Meyssan, désormais installé en Syrie, avec le gouvernement d'Assad, et le présente comme « conseiller particulier » du président syrien, dont il relaie la propagande de guerre.

## Déclarations diverses
- Dans un livre paru en Italie en 2007[52] et dans un entretien paru en octobre 2008, Thierry Meyssan affirme que le département de la Défense des États-Unis aurait lancé un contrat contre lui et qu'il aurait été protégé par les autorités françaises sous la présidence de Jacques Chirac[source secondaire nécessaire].
- En juin 2008, il accuse le président Nicolas Sarkozy d'avoir été élu en cachant aux Français ses liens avec les casinotiers, la banque Rothschild et la CIA. Il présente ses imputations à l’Eurasian Media Forum au Kazakhstan, puis dans un article publié par l'hebdomadaire russe Profil[53].
- Le 29 novembre 2010, Thierry Meyssan fait publier par le magazine russe Odnako un dossier où il remet en cause l'enquête de l'ONU sur l'assassinat de Rafiq Hariri, confiée par l'organisation au procureur allemand Detlev Mehlis. Meyssan présente des éléments nouveaux qui semblent impliquer l'Allemagne[54].
- Après le massacre de l'équipe du journal Charlie Hebdo en janvier 2015, Thierry Meyssan affirme que « les commanditaires les plus probables [de l'attentat] sont à Washington » car de véritables djihadistes « ne se seraient pas contentés de tuer des dessinateurs athées, ils auraient d’abord détruit les archives du journal sous leurs yeux »[55]. Deux mois après les attentats, Charlie Hebdo qualifie ces arguments de « farfelus » et « loufoques »[56].

## Critiques: désinformation, complotisme et propagande
Selon le ministère des Affaires étrangères américain, en 2005, Thierry Meyssan fait partie d'une liste de sources qui pratiquent une « désinformation antiaméricaine » dans le monde, et, en 2020, il est cité comme source dans un rapport sur les piliers de la désinformation et de la propagande russes,,.
Thierry Meyssan est considéré comme une figure majeure du conspirationnisme. Un dossier intitulé L'imposture Thierry Meyssan est publié par Conspiracy Watch, un site français qui se donne comme objectif de rendre compte du conspirationnisme et des théories du complot. En 2005, Arte consacre une soirée Théma aux théories du complot, où Meyssan tient le premier rôle,. Un documentaire de Ted Anspach, intitulé Les Effroyables Imposteurs (2009, 45 minutes), dénonce les théories du complot en général et celles de Thierry Meyssan en particulier.
La presse française est très virulente envers Thierry Meyssan. Le 10 septembre 2011, Laurent Joffrin qualifie Thierry Meyssan de négationniste dans l'Obs. En 2012, L'Express qualifie Thierry Meyssan d'« assadolâtre certifié », qui « pérore sans désemparer sur les plateaux d'Al-Manar, la chaîne du Hezbollah libanais, ou de la télévision d'État syrienne, où il lui arrive d'accuser nommément tel reporter parisien de jouer les espions pour les services français ». Le journal résume à cette occasion le discours de Meyssan de « logorrhée délirante et narcissique » d'un homme dont le cas « relève au mieux de la psychanalyse ». Le 17 avril 2015, l'hebdomadaire L'Express qualifie Thierry Meyssan de « maître à fausser ».
Thierry Meyssan est critiqué par BFM TV pour « manipulation » d'une photo montrant la rencontre entre le sénateur John McCain et, selon lui, Abou Bakr Al-Bagdadi, le chef de l'État islamique, alors que l'image montre, selon BFM TV, non pas le soi-disant chef de Daech mais un traducteur dénommé Abou, habitant la banlieue d'Alep (en fait, les interlocuteurs du sénateur américain sont cinq commandants rebelles venant de différentes régions de Syrie).
En 2022, alors qu'il assiste à une réunion de propagande visant à défendre Bachar el-Assad et Vladimir Poutine à Paris, StreetPress le qualifie de « spin doctor de la propagande anti-occidentale pour le compte du régime syrien ».

## Publications
- La Protection des homosexuels dans le droit européen de Collectif, Projet Ornicar éd. (Paris): (1 volume), 211 p., 1993  (ISBN 2-910209-00-8)
- L'Intégration des transsexuels de collectif, Projet Ornicar éd. (Paris) : (2 volumes), 1993  (ISBN 2-910209-01-6)
- Charles Millon, le porte-glaive de collectif, Golias (Lyon), 95p., 16 septembre 1998  (ISBN 2911453395)
- L'Énigme Pasqua, Golias (Lyon), 98 p., 29 janvier 2000  (ISBN 2911453883)
- Terrorisme en soutane : Jean-Paul II contre l'IVG par le Réseau Voltaire pour la liberté d'expression, L'Esprit frappeur (Paris), 2000  (ISBN 2844051413)
- L'Effroyable Imposture, Carnot (Paris), 2002  (ISBN 291236244X)
- Le Pentagate, Carnot (Paris), 2002  (ISBN 2912362776)[67]
- Os Senhores da Guerra, Frenesi (Lisbonne), 2002  (ISBN 972-8351-67-4)
- Préface (avec Jean Ziegler) du Cartel Bush, Timéli (Genève), 2004  (ISBN 2-940342-05-9)
- Un des articles de : Politicamente Incorrecto, recueil de textes de divers auteurs dont notamment Frei Betto, Robert Fisk, Noam Chomsky, postface de Fidel Castro, Ciencias sociales (La Havane), 2004  (ISBN 959-06-0640-7)
- Préface (avec José Saramago) de El Neron del siglo XXI, Apostrofe (Madrid), 2004  (ISBN 844550258-1)
- L'Effroyable Imposture 1 et Le Pentagate, nouvelle édition annotée, éditions Demi-Lune, 2007  (ISBN 978-2-952557-16-0)
- Resistere alla menzogna in Zero, Perché la versione ufficiale sull'11/9 è un falso (avec Giulietto Chiesa), Piemme (Milan), 2007  (ISBN 978-88-384-6838-4)
- L'Effroyable Imposture 2 : manipulations et désinformation, éditions Alphée-Jean-Paul Bertrand (Paris), 2007  (ISBN 9782753802391)
- Postface et annexes (avec Tariq Ramadan) de Yasser Arafat, intime d'Isabel Pisano, éditions Demi-lune, 2009  (ISBN 9782917112069)
- Sous nos yeux : du 11 septembre à Donald Trump, Éditions Demi-Lune, 2017  (ISBN 9782917112311)